# San Juan de la Gloria
San Juan de la Gloria är en ort i Mexiko.   Den ligger i kommunen San Andrés Tuxtla och delstaten Veracruz, i den sydöstra delen av landet, 400 km öster om huvudstaden Mexico City. San Juan de la Gloria ligger 101 meter över havet och antalet invånare är 481.
Terrängen runt San Juan de la Gloria är kuperad åt sydost, men åt nordväst är den platt. Havet är nära San Juan de la Gloria åt nordost. Runt San Juan de la Gloria är det ganska tätbefolkat, med 139 invånare per kvadratkilometer. Närmaste större samhälle är La Nueva Victoria, 2,2 km söder om San Juan de la Gloria. Omgivningarna runt San Juan de la Gloria är en mosaik av jordbruksmark och naturlig växtlighet.